# Clossiana daphnoides
Clossiana daphnoides är en fjärilsart som beskrevs av Hermann Stauder 1922. Clossiana daphnoides ingår i släktet Clossiana och familjen praktfjärilar. Inga underarter finns listade i Catalogue of Life.